# Tibério Júlio Alexandre
Tibério Júlio Alexandre (fl. séc. I) foi um governador e general equestre do Império Romano nascido numa rica família judaica de Alexandria. Abandonando ou negligenciando a fé judaica, ascendeu rapidamente na carreira e tornou-se procurador da Judeia (c. 46–48) durante o reinado de Cláudio. Quando foi prefeito do Egito (r. 66–69), empregou suas legiões contra os judeus alexandrinos numa resposta brutal à violência étnica e foi instrumental na ascensão de Vespasiano ao trono imperial. Em 70, participou do Cerco de Jerusalém como segundo em comando de Tito, filho de Vespasiano.

## Primeiros anos
Tibério Júlio Alexandre nasceu provavelmente no início do reinado do imperador Tibério (r. 14–37). Seu pai era Alexandre, um judeu alexandrino que ocupou o posto de "alabarca", cujo significado exato é ainda debatido, mas que provavelmente era um alto oficial alfandegário. O Alexandre pai era cidadão romano, um privilégio raro entre os judeus de Alexandria, e, portanto, seus filhos também eram. Ele também tinha ligações comerciais tanto com Agripa, neto de Herodes, o Grande, quanto com Antônia, a mãe do imperador Cláudio. Outro membro proeminente da família de Tibério Alexandre era seu tio, o filósofo Fílon.
O irmão mais jovem de Tibério, Marco Júlio Alexandre, seguiu o caminho do pai e tornou-se sócio de uma importante firma de importação e exportação. Ele foi o primeiro marido da princesa herodiana Berenice, mas morreu em 43 ou 44 sem herdeiros. Tibério, por outro lado, decidiu afastar-se dos negócios do pai e partiu para uma carreira administrativa e militar a serviço do Império Romano. Ao apresentar Tibério, o historiador judeu Flávio Josefo condena-o por uma falta de fé e explica que ele "não manteve seus costumes ancestrais". Este comentário é geralmente interpretado como significando que ele teria abandonado o judaísmo ainda jovem, um ponto de vista que encontra apoio no fato de ele aparecer como um personagem em dois dos diálogos filosóficos de Fílon, argumentando contra a providência divina que Fílon tentava refutar. Porém, estudos mais recentes defendem que Josefo criticou Alexandre simplesmente por ele ter seguido servir a Roma, colocando os interesses do Império acima da religião judaica.
Seja como for, Tibério Alexandre continuou a se beneficiar das ligações de sua família, que melhoraram ainda mais quando Cláudio ascendeu ao trono em 41. Agripa havia ajudado na ascensão do novo imperador depois do assassinato de Calígula e foi nomeado rei da Judeia. O pai de Tibério, que havia sido preso por Calígula, foi solto por ordem de Cláudio e Marco tornou-se o primeiro marido da filha de Agripa, Berenice

## Carreira até 63
Apesar das desvantagens impostas pela sua origem alexandrina e judaica, Tibério Alexandre estava evidentemente muito bem relacionado para uma carreira equestre em Roma. A primeira posição que se sabe que ele ocupou, no início de 42, foi a de epiestratego da Tebaida, uma das três regiões entre as quais se dividia a província romana do Egito. Era um posto administrativo e judicial, sem nenhuma função militar. É possível que ele estivesse em contato com Marcos, seu irmão, que negociava na região até sua morte prematura em 43 ou 44.
Uma promoção veio por volta de 46, quando foi nomeado procurador da Judeia por Cláudio. A província havia retornado para o controle direto romano depois da morte de Agripa em 44 e o mandato do predecessor de Alexandre, Cúspio Fado, foi marcado por instabilidades, o que transformou a origem judaica de Alexandre numa possível vantagem para a posição. Menos inquietações foram atestadas durante seu mandato, embora ele tenha condenado Tiago e Simão, filhos de um rebelde chamado Judas da Galileia, à crucificação. Foi também nesta época que a Judeia foi afligida por uma severa fome. Em 48, Tibério foi sucedido por Ventídio Cumano.
As atividades posteriores de Alexandre são desconhecidas até o reinado de Nero, quando ele estava servindo como um oficial de staff do famoso general Cneu Domício Córbulo durante as campanhas contra os partas. Em 63, ele foi enviado com o genro de Córbulo para escoltar o rei da Armênia Tirídates I até o acampamento romano no primeiro estágio de sua viagem para receber o status de rei cliente de Nero.

## Prefeito do Egito
Em maio de 66, Nero nomeou Alexandre como prefeito do Egito, um dos postos mais prestigiosos disponíveis para um equestre juntamente com o prefeito da Guarda pretoriana. Ele pode ter se beneficiado de uma tendência filo-helênica nas nomeações equestres na época de Nero, mas sua experiência sobre o Egito deve ter ajudado. Porém, qualquer esperança de que ele seria capaz de acabar com os recorrentes conflitos na província entre gregos e judeus se mostrou vã. No ano em que assumiu o cargo irrompeu a Primeira guerra judaico-romana na Judeia e a violência inevitavelmente se espalhou para a grande comunidade judaica de Alexandria. Um episódio de violência étnica durante uma manifestação grega escalou quando os gregos fizeram prisioneiros e obrigaram as lideranças judaicas a ameaçarem queimar os gregos reunidos vivos. Alexandre enviou emissários para tentar acalmar os judeus, alertando-os que ele envolveria suas legiões se a violência continuasse. A ameaça não surtiu efeito nenhum e Josefo descreve o resultado:
| “ | [Alexandre] liberou sobre eles duas legiões romanas e, com elas, 2 000 soldados vindos da Líbia, com consequências terríveis para os judeus. Ele deu os soldados liberdade não apenas para matar mas para saquear suas posses e queimar suas casas. Os soldados correram para a região chamada Delta, onde os judeus estavam concentrados, e executaram suas ordens, mas não sem derramamento de sangue em suas próprias fileiras; pois os judeus se mantiveram ombro-a-ombro com seus homens mais fortemente armados na frente e se defenderam magnificamente, mas, quando sua linha cedeu, foram completamente destruídos. A morte chegou em todas as formas; alguns foram subjugados a céu aberto, outros foram empurrados para suas casas, que os romanos primeiro saquearam e depois queimaram. Eles não tiveram pena das crianças, nenhum respeito pelos idosos; velhos e jovens foram massacrados à esquerda e à direita até que o distrito inteiro estivesse inundado de sangue e 50 000 corpos foram empilhados: até o mesmo os que sobraram não teriam sobrevivido se não tivessem implorado por misericórdia até que Alexandre, com pena, ordenou que os romanos se retirassem | ” |

Um lado menos violento do governo de Alexandre foi revelado por outras evidências. Mais de um século depois de sua época, suas decisões administrativas ainda eram citadas como precedentes. Algumas delas são conhecidas por éditos sobreviventes emitidos em 6 de julho de 68, menos de um mês depois da morte de Nero. Ele denuncia e introduz medidas contra uma variedade de abusos, incluindo aferições incorretas de impostos, processos maliciosos e a prisão de devedores por credores privados. A única alusão no édito à situação política caótica veio na forma de um pedido de confiança na benevolência do novo imperador, Galba, e na sua capacidade de consertar os erros do passado. Alexandre estava na época em contato com Galba em nome de sua província, presumivelmente defendendo as reformas desejadas como preço pela lealdade do Egito, que era vital para o suprimento de cereais para Roma.
Nem Galba e nem seu sucessor, Otão, ficaram muito tempo no trono. Em abril de 69, Vitélio foi reconhecido como imperador pelo Senado Romano, mas seus adversários estavam começando a se organizar atrás de Vespasiano, comandante das forças romanas que conduziam a guerra na Judeia. A lealdade de Alexandre, que comandava duas legiões e o suprimento de cereais para Roma, era de importância crucial. Felizmente para Vespasiano, Alexandre estava aberto a se corresponder com ele em segredo; historiadores modernos suspeitam que os principais mensageiros eram Berenice (que logo seria amante do filho de Vespasiano, Tito) e um oficial egípcio chamado Basilides. Em 1 de julho, Alexandre tornou-se o primeiro a trair decisivamente Vitélio: ao receber uma carta de Vespasiano, instruiu suas tropas a realizar a ele um juramento de fidelidade. Sua liderança foi seguida por legiões por todo o Império Romano do Oriente e o aniversário da ascensão de Vespasiano seria sempre comemorada nos anos futuros nesta data. Segundo Tácito e Suetônio, foi somente depois de muitos dias que as tropas do próprio Vespasiano lhe juraram fidelidade. Josefo discorda.

## Cerco de Jerusalém
Vespasiano rapidamente seguiu para o Egito, deixando a guerra na Judeia sob o comando de Tito. Alexandre, um comandante de comprovada experiência em assuntos judaicos, foi enviado por Vespasiano para se juntar a Tito como seu segundo em comando. Em abril de 70, Jerusalém foi cercada por quatro legiões e, mesmo depois que as muralhas da cidade foram tomadas, os defensores se aquartelaram no Templo de Herodes. Alexandre, filho de um piedoso judeu, cujo pai havia doado ouro e prata para construir os portões do Templo, se viu na posição de comandar um assalto contra seus conterrâneos em seu mais sagrado santuário.
Sem alento para uma operação de cerco contra as poderosas muralhas do Templo, Tito ordenou que os portões fossem queimados. No conselho de guerra que se seguiu, quando se debateu se seria adequado destruir o Templo todo, Alexandre votou com a maioria, que preferiu preservá-lo, o que não fez muita diferença. Durante as lutas no dia seguinte, um soldado romano atirou uma tocha num dos cômodos do Templo, que se incendiou completamente.

## Últimos anos
Neste ponto, a posição de Vespasiano em Roma já estava assegurada. Os detalhes da carreira de Alexandre sob o novo imperador são incertas. Um papiro danificado faz referência a ele na posição de prefeito pretoriano, o que permite duas interpretações. Pode indicar que ele assumiu esta posição durante a campanha de Tito, em 70, o que implicaria que ele tinha seu próprio imperium ("autoridade de comando") independente. Segundo outra interpretação, o termo significa que ele se tornou o prefeito da Guarda Pretoriana em Roma, que, nos anos seguintes, tornar-se-ia um posto comum para os antigos prefeitos do Egito. Seja como for, Alexandre ocupou posições no Império Romano sem paralelos até então para uma pessoa de origem judaica, especialmente as de origem egípcia. O xenofóbico discurso da primeira "Sátira", de Juvenal, composta no final do século I ou início do século II, reclama de passar por estátuas triunfais no Fórum Romano "nas quais algum alabarca egípcio teve a audácia de colocar seus próprios títulos. Nesta imagem é correto fazer mais do que mijar!". Esta é, muito provavelmente, uma referência a Alexandre.